# Estació de Can Zam
Can Zam és una estació de la línia L9 Nord del metro de Barcelona i pertany al Tram 4 (La Sagrera – Can Zam / Gorg). Es troba a la ciutat de Santa Coloma de Gramenet i dona servei a la part baixa de Singuerlín i als barris de les Oliveres i Riu Nord. És l'estació terminal de la L9 al costat Besòs, acull el centre d'operacions del quart tram de la línia i les cotxeres del mateix nom. L'estació disposa d'un sol accés al carrer Girona amb l'avinguda Francesc Macià, com a la resta de la línia totalment adaptada a persones amb mobilitat reduïda (PMR).
La previsió inicial era obrir l'estació l'any 2004 i posteriorment l'any 2008. però donats els contratemps no es va posar en funcionament fins al 13 de desembre de 2009, el primer tram de 3,9 km que es va inaugurar, entre Can Zam i Can Peixauet. A diferència d'altres estacions de la línia que han estat construïdes en pou, aquesta és de les poques construïdes pel sistema constructiu entre pantalles, per aquesta raó les vies i les andanes estan paral·leles en comptes d'una sobre de l'altra en dos pisos.
| Metro de Barcelona     |            |       |          |                        |
| Procedència/Destinació | <          | Línia | >        | Procedència/Destinació |
| La Sagrera             | Singuerlín |       | terminal | terminal               |
| Projectat              |            |       |          |                        |
| Aeroport T1            | Singuerlín |       | terminal | terminal               |

## Accés
- Avinguda de Francesc Macià